# Goalball nos Jogos Parapan-Americanos de 2019 - Feminino
O torneio feminino de golbol nos Jogos Parapan-Americanos de 2019 foi realizado entre os dias 25 e 31 de agosto no centro de esportes da Villa Deportiva del Callao. Seis equipes participaram do evento.

## Medalhistas
As jogadoras medalhistas da edição foram:
|  | BRA Brasil |  | USA Estados Unidos                                                                          |  | CAN Canadá                                                                      |
|  | Simone Camargo Rocha Jéssica Vitorino Ana Carola Custódio Gleyse Henrique Ana Gabriely Assunção Victória Amorim |  | Alexandra Lawson Lisa Czechowski Amanda Dennis Eliana Mason Shavon Lockhardt Marybai Huking |  | Maryam Salehizadeh Whitney Bogart Meghan Mahon Emma Reinke Amy Burk Roby Hammad |

## Formato
As seis equipes se enfrentaram na fase de grupos, totalizando 5 jogos para cada time. Formou-se a classificação de acordo com o desempenho de cada uma das equipes, em que as quatro primeiras colocadas se classificaram para as semifinais. Nas semifinais, a equipe primeira colocada na fase de grupos enfrentou a quarta colocada e a segunda enfrentou a terceira. As equipes vencedoras dessa fase disputaram a medalha de ouro e as perdedoras a medalha de bronze.

## Fase de grupo
|  | Equipes classificadas à fase final |

Todas as partidas seguem o fuso horário local (UTC-5).
| Pos | Time           | Pts | J | V | E | D | GP | GC | SG  |
| --- | -------------- | --- | - | - | - | - | -- | -- | --- |
| 1   | Estados Unidos | 15  | 5 | 5 | 0 | 0 | 40 | 7  | +33 |
| 2   | Brasil         | 12  | 5 | 4 | 0 | 1 | 42 | 9  | +33 |
| 3   | Canadá         | 9   | 5 | 3 | 0 | 2 | 43 | 20 | +23 |
| 4   | México         | 6   | 5 | 2 | 0 | 3 | 31 | 43 | -12 |
| 5   | Peru           | 3   | 5 | 1 | 0 | 4 | 10 | 43 | -33 |
| 6   | Costa Rica     | 0   | 5 | 0 | 0 | 4 | 3  | 50 | -47 |

| 25 de Agosto de 2019 10:00 | Canadá                       | 3–9       | Brasil | Villa Deportiva del Callao Árbitro:RUS Alexey Baryaev ESP Raquel Aguado |
|                            | Amy Burk 1:34', 5:31', 0:21' | Relatório | Victoria Nascimento 1:39', 5:04', 2:11', 3:07' · Ana Carolina Custódio 4:51', 11:31', 7:03', 5:04', 4:37' |                                                                         |

| 25 de Agosto de 2019 12:30 | Peru | 0–10      | Estados Unidos | Villa Deportiva del Callao Árbitro:ESP Raquel Aguado ARG Yamila Cordoba |
|                            |      | Relatório | Shavon Lockhardt 2:09' · Lisa Czechowski 5:34', 5:19' · Eliana Mason 7:40', 5:29', 4:47' · Amanda Dennis 11:28', 8:03', 7:25', 6:49' |                                                                         |

| 25 de Agosto de 2019 16:15 | Costa Rica                                       | 3–13      | México | Villa Deportiva del Callao Árbitro:BRA Max Marcucci USA Jonathan Newman |
|                            | Lucia Ureña 11:49' · Jazmin Sánchez 6:14', 0:33' | Relatório | Karen Rodríguez 10:09' · Alma Aldaco 8:20' · Arlyn de Jesús 8:39' · Tania Jimnez 8:33', 4:36' · María Moreno 11:56', 10:28', 9:28', 8:06', 6:34' · María Angulo 8:44', 7:53', 4:56' |                                                                         |

| 26 de Agosto de 2019 10:00 | México                    | 2–12      | Estados Unidos | Villa Deportiva del Callao Árbitro:ARG Yamila Cordoba GER Alexander Knecht |
|                            | María Angulo 2:20', 8:45' | Relatório | Amanda Dennis 10:14', 5:35', 3:03', 0:32' · Marybai Huking 10:22', 8:11' · Lisa Czechowski 2:02', 11:17', 9:26', 6:03', 5:17' · Eliana Mason 4:43' |                                                                            |

| 26 de Agosto de 2019 12:30 | Brasil                                                                                             | 10–0      | Costa Rica | Villa Deportiva del Callao Árbitro:USA Jonathan Newman ESP Raquel Aguado |
|                            | Gleyse Henrique 11:44', 9:30', 5:05', 4:33' · Jéssica Vitorino 12:00', 11:36', 9:20', 8:51', 7:18' | Relatório |            |                                                                          |

| 26 de Agosto de 2019 16:15 | Canadá | 13–3      | Peru                                                                | Villa Deportiva del Callao Árbitro:BRA Max Marcucci USA Jonathan Newman |
|                            | Emma Reinke 9:55', 5:19' · Amy Burk 11:57', 10:32', 9:35', 3:36', 3:21' · Roby Hammad 4:50' · Maryam Salehizadeh 7:08', 3:42', 0:42', 0:18' | Relatório | Jenniffer Mamani 5:40' · Erika Inuma 5:20' · Milagros Cotrina 5:06' |                                                                         |

| 27 de Agosto de 2019 10:00 | México | 10–3      | Peru                                                                | Villa Deportiva del Callao Árbitro:ARG Yamila Cordoba BRA Max Marcucci |
|                            | Alma Aldaco 9:34', 8:29' · Tania Jimenez 0:43', 12:00', 8:42'>br/>María Angulo 10:23', 7:52', 7:50', 4:46' | Relatório | Diana flores 5:52' · Jenniffer Maman 5:14' · Milagros Cotrina 9:48' |                                                                        |

| 27 de Agosto de 2019 12:30 | Estados Unidos                                     | 4–2       | Brasil                             | Villa Deportiva del Callao Árbitro:ARG Yamila Cordoba GER Alexander Knecht |
|                            | Lisa Czechowski 11:56' · Eliana Mason 3:28', 2:25' | Relatório | Ana Carolina Custódio 1:54', 2:34' |                                                                            |

| 27 de Agosto de 2019 16:15 | Costa Rica | 0–10      | Canadá                                                                                                  | Villa Deportiva del Callao Árbitro:RUS Alexey Baryaev ARG Yamila Cordoba |
|                            |            | Relatório | Emma Reinke 6:50' · Whitney Bogart 10:02', 6:58', 2:27', 1:44' · Roby Hammad 1:15' · Meghan Mahon 9:34' |                                                                          |

| 28 de Agosto de 2019 16:15 | Canadá | 14–4      | México                                  | Villa Deportiva del Callao Árbitro:USA Alison MacCarraher BRA Max Marcucci |
|                            | Emma Reinke10:48 · Amy Burki 8:01', 3:39', 3:07', 1:39', 10:12' · Whitney Bogart 8:51', 10:26', 6:12' · Maryam Salehizadeh 1:10' · Meghan Mahon 3:29', 2:08', 0:58' | Relatório | María Angulo 8:48', 8:02', 4:40', 4:25' |                                                                            |

| 28 de Agosto de 2019 17:30 | Estados Unidos                                                                                             | 10–0      | Costa Rica | Villa Deportiva del Callao Árbitro:BRA Fabiana Milioransa ARG Yamila Cordoba |
|                            | Alexandra Lawson 4:57', 4:21' · Marybai 5:40', 3:52' · Shavon Lockhardt 9:21', 7:39', 3:14', 2:43', 10:50' | Relatório |            |                                                                              |

| 28 de Agosto de 2019 18:45 | Brasil | 10–0      | Peru | Villa Deportiva del Callao Árbitro:GER Alexander Knecht USA Jonathan Newman |
|                            | Gleyse Henrique 7:17', 5:23', 4:36', 1:11' · Jéssica Vitorino 11:40', 10:14', 7:48' · Ana Carolina Custódio 11:27', 10:08', 7:33' | Relatório |      |                                                                             |

| 29 de Agosto de 2019 16:15 | Peru                                                                                 | 7–0       | Costa Rica | Villa Deportiva del Callao Árbitro:RUS Alexey Baryaev USA Alison McCarraher |
|                            | Jenniffer Mamani 7:28', 0:53', 9:50' · Milagros Cotrina 11:30', 11:16', 5:19', 4:19' | Relatório |            |                                                                             |

| 29 de Agosto de 2019 17:30 | Estados Unidos                                                            | 4–3       | Canadá                                       | Villa Deportiva del Callao Árbitro:BRA Fabiana Milioransa GER Alexander Knecht |
|                            | Amanda Dennis 4:30' · Eliana Mason 0:41' · Lisa Czechowski 10:19', 10:06' | Relatório | Amy Burk 3:50', 5:52' · Whitney Bogart 5:09' |                                                                                |

| 29 de Agosto de 2019 18:45 | Brasil | 11–2      | México                      | Villa Deportiva del Callao Árbitro:ARG Yamila Cordoba USA Jonathan Newman |
|                            | Gleyse Henrique 10:20', 8:32', 6:30' · Jéssica Vitorino 1:09', 4:54', 1:44', 0:18' · Ana Carolina Custódio 11:35', 10:57', 8:49', 3:02' | Relatório | Tania Jimenez 11:05', 5:26' |                                                                           |

## Fase final
|  | Semifinais           | Semifinais           |   |                      | Final                | Final |  |
|  |                      |                      |   |                      |                      |       |  |
|  | 30 de agosto – 15:00 |                      |   |                      |                      |       |  |
|  | Estados Unidos       | 10                   |   |                      |                      |       |  |
|  | México               | 1                    |   |                      |                      |       |  |
|  |                      |                      |   |                      |                      |       |  |
|  |                      |                      |   |                      | 31 de agosto – 16:30 |       |  |
|  |                      |                      |   |                      | Estados Unidos       | 3     |  |
|  |                      | Brasil               | 4 |                      |                      |       |  |
|  |                      |                      |   |                      |                      |       |  |
|  |                      |                      |   |                      |                      |       |  |
|  |                      |                      |   |                      | 3º lugar             |       |  |
|  | 30 de agosto – 16:15 | 30 de agosto – 16:15 |   | 31 de agosto – 14:00 | 31 de agosto – 14:00 |       |  |
|  | Brasil               | 4                    |   | México               | 0                    |       |  |
|  | Canadá               | 3                    |   |                      | Canadá               | 10    |  |

Semifinais
| 30 de Agosto de 2019 15:00 | Estados Unidos | 10–1      | México             | Villa Deportiva del Callao Árbitro:RUS Alexey Baryaev ARG Yamila Cordoba |
|                            | Amanda Dennis 6:27', 5:45', 5:22', 11:37' · Lisa Czechowski 10:26' · Eliana Mason 4:20', 5:27', 3:17' · Shavon Lockhardt 5:33', 2:46' | Relatório | María Angulo 0:58' |                                                                          |

| 30 de Agosto de 2019 16:15 | Brasil                                                                | 4–3       | Canadá                       | Villa Deportiva del Callao Árbitro:GER Alexander Knecht USA Alison McCarraher |
|                            | Ana Carolina Custódio 4:52', 6:55', 0:06' · Victória Nascimento 3:03' | Relatório | Amy Burk 9:52', 5:42', 0:28' |                                                                               |

Medalha de Bronze
| 31 de Agosto de 2019 14:00 | México | 0–10 | Canadá | Villa Deportiva del Callao Árbitro:BRA Fabiana Milioransa USA Jonathan Newman |
|                            |        |      | Emma Reinke 10:28', 8:35', 6:23', 5:51', 1:06' · Amy Burk 6:47', 2:57', 8:44' · Whitney Bogart 1:35' · Maryam Salehizadeh 6:20' |                                                                               |

Medalha de Ouro
| 31 de Agosto de 2019 16:30 | Estados Unidos                                                   | 3–4       | Brasil                                                                                  | Villa Deportiva del Callao Árbitro:RUS Alexey Baryaev ARG Yamila Cordoba |
|                            | Amanda Dennis 3:03' · Lisa Czechowski 0:43' · Eliana Mason 9:05' | Relatório | Jéssica Vitorino 0:14' · Ana Carolina Custódio 1:38', 2:24' · VIctória Nascimento 2:54' |                                                                          |

## Classificação Final
| Pos.              | Equipe         | Campanha | Campanha | Campanha |
| Pos.              | Equipe         | V        | E        | D        |
| ----------------- | -------------- | -------- | -------- | -------- |
| Medalha de ouro   | Brasil         | 6        | 0        | 1        |
| Medalha de prata  | Estados Unidos | 6        | 0        | 1        |
| Medalha de bronze | Canadá         | 4        | 0        | 3        |
| 4                 | México         | 2        | 0        | 5        |
| 5                 | Peru           | 1        | 0        | 4        |
| 6                 | Costa Rica     | 0        | 0        | 5        |